# Proxhyle comoreana
Proxhyle comoreana är en fjärilsart som beskrevs av De Toulgoët 1959. Proxhyle comoreana ingår i släktet Proxhyle och familjen björnspinnare. Inga underarter finns listade i Catalogue of Life.